# Institutet för tillämpad matematik
Institutet för tillämpad matematik (ITM) var ett svenskt forskningsinstitut med inriktning på tillämpad matematik som fanns i Stockholm åren 1971 till 2007.

## Historik
Bakom ITM stod Stiftelsen tillämpad matematik (STM) som bildades 1970 av ett antal medlemsföretag. Syftet med STM var att främja forskning inom tillämpad matematik samt praktisk användning av resultat från sådan forskning i företag och organisationer.
ITM bildades 1971 som en stiftelse, efter ett regeringsbeslut. Finansieringen av ITM garanterades i ett ramavtal mellan STM och svenska staten genom Styrelsen för teknisk utveckling (STU) och senare Nutek. ITM:s styrelse bestod av ledamöter utsedda av STU respektive STM. Detta var en konstruktion som var vanlig för många svenska branschforskningsinstitut vid denna tid.
Statens stöd till ITM upphörde 2001, och efter det utsågs hela styrelsen för ITM av STM.
2001 etablerades Fraunhofer-Chalmers centrum för industrimatematik (FCC) i Göteborg, och började bedriva verksamhet som liknade den som tidigare bedrivits vid ITM. Detta ledde till att beslut togs om att upplösa STM och ITM hösten 2007.

## Föreståndare
- 1971–1987?: Daniel Sundström[1]